# EPIC 219394517
Désignations
EPIC 219394517 est un système binaire d'étoiles détaché à éclipses membre de l'amas ouvert NGC 6774 (Ruprecht 147), dans la constellation du Sagittaire. Il est constitué de deux étoiles naines jaunes très similaires entre elles et à peine plus grosses, massives et chaudes que le Soleil.

## Observations et catalogage
EPIC 219394517 a été observé par le télescope spatial Kepler fin 2015 dans le cadre de la mission K2. C'est à ce titre que le système a reçu le numéro 219394517 dans l'Ecliptic Plane Input Catalog.

## Nature
EPIC 219394517 est un système binaire d'étoiles détaché à éclipses.

## Localisation
EPIC 219394517 fait partie de l'amas ouvert NGC 6774.
Dans leur étude parue en 2018, Guilermo Torres et ses collègues estiment la distance de l'étoile à 283+18
 −16 parsecs (923+59
 −52 années-lumière), en bon accord avec la parallaxe mesurée dans Gaia DR2.

## Âge et métallicité
En tant que membre de l'amas ouvert NGC 6774, EPIC 219394517 a une métallicité [Fe/H] estimée à +0,10.
L'âge du système est estimé à 2,48 milliards d'années par les modèles d'évolution stellaire MIST et 2,65 milliards d'années par PARSEC.

## Structure et membres
Grâce à une analyse conjointe de leurs mesures de vitesse radiale et de la courbe de lumière de K2, Guilermo Torres et ses collègues montrent dans leur étude publiée en 2018 que l'orbite, d'une période de 6,5 jours, est presque parfaitement circulaire.
Malgré une différence formelle de 50 ± 140 kelvins (50 ± 140 °C) sur la température des deux étoiles, donc avec une grande incertitude, celle-ci peut être beaucoup mieux contrainte grâce à la différence de profondeur des éclipses, à 25 ± 10 kelvins (25 ± 10 °C).

### EPIC 219394517 A, l'étoile primaire
Dans leur étude publiée en 2018, Guilermo Torres et ses collègues estiment la masse de l'étoile primaire à 1,078 2 ± 0,001 9 masse solaire nominale, son rayon à 1,055 ± 0,011 rayon solaire nominal et sa température effective à 5 930 ± 100 kelvins (5 660 ± 100 °C).

### EPIC 219394517 B, l'étoile secondaire
Dans leur étude publiée en 2018, Guilermo Torres et ses collègues estiment la masse de l'étoile primaire à 1,066 1+0,002 7
 −0,002 1 masse solaire nominale, son rayon à 1,042 ± 0,012 rayon solaire nominal et sa température effective à 5 880 ± 100 kelvins (5 610 ± 100 °C).